# Lanisome élégant
Laniisoma elegans
Espèce
Statut de conservation UICN

 NT  : Quasi menacé
Le Lanisome élégant (Laniisoma elegans) est une espèce de passereaux de la famille des Tityridae.

## Habitat et répartition

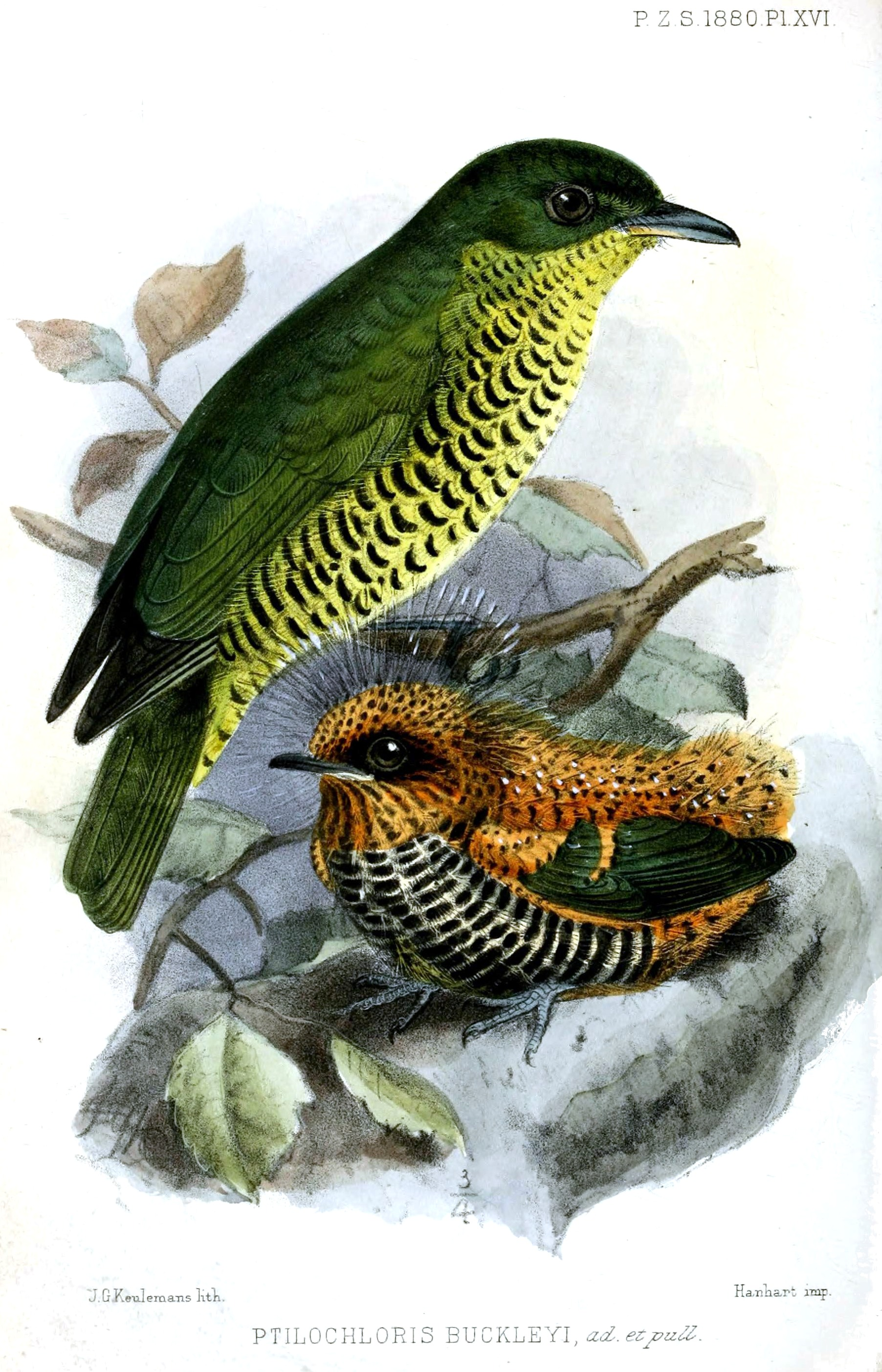

Il fréquente la forêt secondaire et humide des États d'Espírito Santo et de São Paulo.

## Mensurations
Il mesure 20 cm pour environ 45 g.

## Alimentation
Il se nourrit entre autres de fruits, d'insectes, de larve de lepidoptères, de baies de Melastomataceae...